# Batemans Bay
Batemans Bay – nadmorska miejscowość i zatoka w stanie Nowa Południowa Walia w Australii, nad Oceanem Spokojnym. Położona w odległości 280 km od Sydney i 151 km od Canberry. Głównym źródłem dochodu miasta jest turystyka, przemysł drzewny i połowy ostryg. W Batemans Bay krzyżują się dwie znane drogi; Kings Highway i Princes Highway.